# Antonio Corgos
Antonio Corgos Cervantes (* 10. März 1960 in Barcelona) ist ein ehemaliger spanischer Leichtathlet.
Bei den Olympischen Spielen 1980 wurde Corgos Siebter im Weitsprung mit einer Weite von 8,09 m. 1984 konnte er sich in der Qualifikation mit 8,02 m durchsetzen, scheiterte aber im Vorkampf als Zehnter mit 7,69 m. 1988 belegte er mit 8,03 m Platz fünf.
Bei den Europameisterschaften 1982 gewann Corgos mit 8,19 m die Silbermedaille hinter Lutz Dombrowski aus der DDR. Ebenfalls Silber gewann Corgos bei den Halleneuropameisterschaften 1981 mit 7,97 m hinter dem Schweizer Rolf Bernhard und bei den Halleneuropameisterschaften 1989 mit 8,12 m hinter Emiel Mellaard aus den Niederlanden.
In seiner Wettkampfzeit war er 1,83 m groß und wog 78 kg.